# À la carte

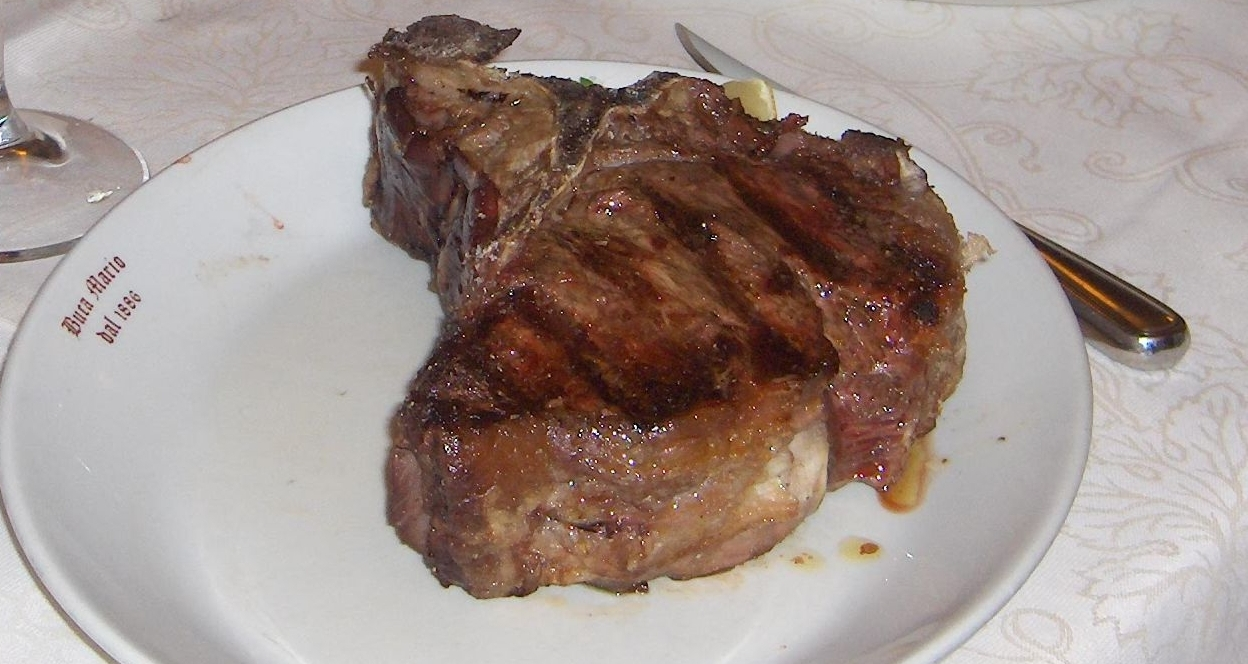
Bít tết à la carte, không có món ăn phụ hay trang trí; những cái này phải được yêu cầu riêng

Trong nhà hàng, à la carte /ɑːləˈkɑːrt/  là việc thực hành đặt hàng các món ăn cá nhân từ một thực đơn trong một nhà hàng, trái ngược với table d'hôte, nơi một set menu được cung cấp. Đó là một từ mượn đầu thế kỷ 19 từ tiếng Pháp có nghĩa là "theo thực đơn".
Các món ăn riêng được đặt hàng có thể bao gồm các món ăn phụ, hoặc các món ăn phụ có thể được cung cấp riêng, trong trường hợp đó, chúng cũng được coi là à la carte.

## Lịch sử
Các ví dụ sớm nhất của à la carte là từ năm 1816 cho việc sử dụng tính từ (ví dụ: "à la carte") và từ năm 1821 cho việc sử dụng trạng từ ("bữa ăn được phục vụ à la carte"). Những ngày trước việc sử dụng menu từ, đã đi vào tiếng Anh trong những năm 1830.

## Công dụng khác
Rộng hơn, thuật ngữ này không dành riêng cho thực phẩm. Ngày nay, nó có thể được sử dụng để tham khảo những thứ như truyền hình. Để xem truyền hình à la carte đề cập đến việc trả tiền cho nhà cung cấp nơi người xem có thể chọn từ một tùy chọn chương trình để xem (ví dụ: Netflix hoặc Hulu), thay vì xem từ các chương trình đã thiết lập sẵn.